# 가이즈 (밴드)
가이즈(GUYZ)는 대한민국 록 밴드이다. 이름은 ‘녀석들’, ‘남자들’ 라는 뜻이다. 가이즈는 1998년 서울에서 결성되어 홍대 라이브 클럽 등에서 활동하였다. 2006년 정규 앨범 《Dairy》를 발매하여 데뷔하였다. 2009년, 일본의 프림로즈엔터테인먼트와 전속 계약을 체결하였다.

## 구성원
- 야유 (본명:황양윤, 1982년 1월 15일, 보컬)
- 김기현 (1981년 2월 24일(음력), 베이스)
- 차명준 (1982년 8월 3일, 드럼)
- 최홍준 (1986년 7월 17일, 기타)

## 발매 음반

### 정규 음반
1. 《Diary》 - 2006년 9월 26일
2. 《Like a movie》 - 2008년 7월 20일

### 싱글 음반
1. 《Get away》 - 2003년 6월 6일
2. 《Crazy》 - 2005년 10월 19일
3. 《Sunny(Limited edition)》 - 2006년 5월 19일
4. 《You mean everything to me》 - 2007년 8월 22일
5. 《Mysterious fret》 - 2009년 7월 11일
6. 《Wayfarer(EP)》- 2009년 12월 23일
7. 《New Stage》- 2010년 9월 2일

### 그 외
1. 《Live club fest VOL.1 》 - 2004년
2. 《101번째 프로포즈 OST》 - 2006년
3. 《프로축구팀 FC 서울 서포터송 》 - 2008년 7월 17일
4. 《Digital single "Sunny" 》 - 2007년 2월 22일
5. 《Digital single "road"(투니버스 애니메이션<블리치(BLEACH)>오프닝곡 》 - 2008년 7월 17일
6. 《Digital single "Blaze!"(투니버스 애니메이션<가정교사 히트맨 리본!>오프닝곡 》- 2010년 6월 26일

## 수상
- 2009년 부산 국제 록 페스티벌 신인상